# Symphlebia ignipicta
Symphlebia ignipicta är en fjärilsart som beskrevs av George Francis Hampson 1904. Symphlebia ignipicta ingår i släktet Symphlebia och familjen björnspinnare. Inga underarter finns listade i Catalogue of Life.